# Lautrec (película)
Lautrec, titulada en España e Hispanoamérica Toulouse-Lautrec, es una película francesa, dirigida por Roger Planchon y estrenada en 1998, sobre la vida del pintor Henri de Toulouse-Lautrec. 
La película recibió dos premios César en 1999: Jacques Rouxel por el decorado y Pierre-Jean Larroque por el vestuario. Anémone fue nominada para el César a la mejor actriz en un papel secundario. 

## Sinopsis
Esta película biográfica traza la vida del pintor, litógrafo y padre de los carteles modernos. En el período de Montmartrois a fines del siglo XIX, cuando la buena sociedad francesa iba a matar en cabarets y burdeles parisinos, el joven Henri de Toulouse-Lautrec se dedicó a pintar y se codeó con prostitutas para olvidar su deformidad. 

## Reparto
- Régis Royer: Henri de Toulouse-Lautrec
- Elsa Zylberstein: Suzanne Valadon
- Anémone: Condesa Adèle de Toulouse-Lautrec
- Claude Rich: Conde Alphonse de Toulouse-Lautrec
- Micha Lescot: Gabriel de Céleyran
- Claire Borotra: Hélène
- Helene babu: La Goulue
- Jean-Marie Bigard: Aristide Bruant
- Vanessa Guedj: Marie Charlet
- Eric Civanyan: El obispo
- Philippe Clay: Auguste Renoir
- Karel Vingerhoets: Vincent van Gogh
- Victor Garrivier: Edgar Degas
- Rosetón: La patrona de la lavandería
- Nicolas Moreau: Émile Bernard
- Juliette Deschamps: Jeanne
- Élodie Frenck: Madame Fourre-Tout / P'tite Pomme